# Аржанвилије
Аржанвилије (фр. Argenvilliers) насеље је и општина у централној Француској у региону Центар (регион), у департману Ер и Лоар која припада префектури Ножан ле Ротру.
По подацима из 2011. године у општини је живело 368 становника, а густина насељености је износила 20,05 становника/km². Општина се простире на површини од 18,35 km². Налази се на средњој надморској висини од 270 метара (максималној 283 m, а минималној 173 m).

## Демографија
| 1962. | 1968. | 1975. | 1982. | 1990. | 1999. | 2011. |
| ----- | ----- | ----- | ----- | ----- | ----- | ----- |
| 353   | 388   | 363   | 330   | 301   | 333   | 368   |

График промене броја становника у току последњих година